# 장미십자회

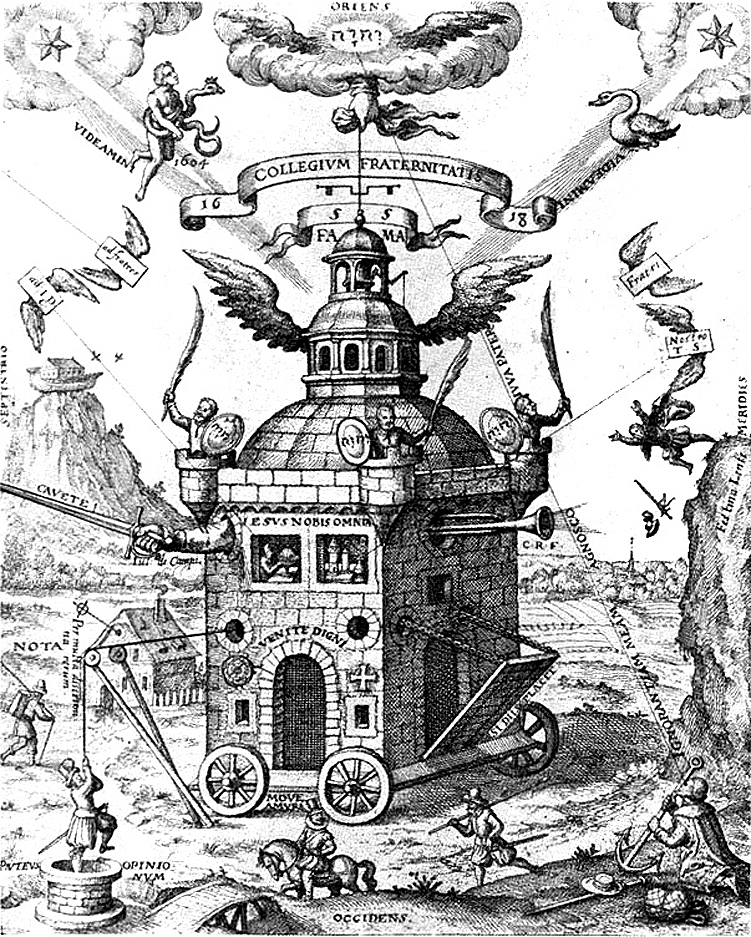
성령의 집 (1618년)

장미십자회(薔薇十字會, 독일어: Rosenkreuzer 로젠크로이처[*], 영어: Rosicrucianism)는 중세 후기 독일에 형성되었으며, 고대에 존재했다가 사라진 비교(秘敎)의 가르침은 물론 자연에 대한 식견과 물질적 분야와 영적 분야에 대한 학식을 비밀리에 보유했다고 말해지는 신비주의적 비밀결사로 묘사된다.
1607년과 1616년 사이에 《RC단의 명성》 (Fama Fraternitatis RC), 《RC단의 고백》 (Confessio Fraternitatis) 등 익명의 성명서가 처음에는 독일에, 나중에는 유럽 도처에 널리 퍼졌다. 신비주의자-철학자-박사의 “가장 훌륭한 모임”을 제시하고 “인류의 전면적인 개혁”를 촉구하는 이 문서들은, 역사가 프랜시스 예이츠가 “장미십자회의 계몽”이라 부른 사회적 열기를 불러일으켰다.
최근 들어서는 많은 프리메이슨과 오컬트 집단들이 자기네 교의가 장미십자회에서 유래했다고 주장하고 있다. 하지만 장미십자회의 역사를 연구한 많은 이들은 오늘날 장미십자회에서 유래했다는 단체들과 17세기 초의 원조 장미십자회 간에는 어떤 유사점도 찾아볼 수 없다고 보고 있다.

## 기원
Fama Fraternitatis에 따르면, 독일 태생의 의사이자 신비주의 철학자인 크리스티안 로젠크로이츠라는 전설적인 인물이 장미십자회를 결성했다고 한다. 1378년 독일에 태어난 그는 어릴 때 양친과 사별하고 열여섯 살때까지 수도원에서 자랐다. 성장한 로젠크로이츠는 지식에 대한 욕구에 눈을 떠 동료와 함께 성지순례를 떠났다. 키프로스까지 왔을 때 동행자 가운데 한 사람이 죽었지만, 그는 그대로 다마스쿠스에 이르러 육로로 예루살렘을 향하기로 했다. 그러나 다마스쿠스에서 몸 상태가 나빠진 것을 계기로 아랍인 현자들과 만나게 되었다. 원래 지식욕이 왕성했던 로젠크로이츠는 현자들로부터 많은 지식을 배웠다.
아랍어로 씌어져 있던 비의의 책인 M의 책을 입수한 그는 이것을 라틴어로 번역하고, 고대의 다양한 영지를 터득했다. 그런 다음 그는 이집트를 경유하여 모로코의 도시 페즈에 들어가 마법사들로부터 비술을 이어받았다. 페즈에서 2년간의 수행을 마친 그는 스페인으로 돌아갔다.
로젠크로이츠는 아랍에서 얻은 지식 공유 개념에 근거해, 처음에는 여러 사람들에게 지식을 전하려 했다. 그러나 이런 그의 행동은 유럽의 지식인들에게 박해받는 원인이 되었다. 당시 유럽에서는 비밀스러운 지식은 일부 특권층에게만 독점되는 게 보통이었다. 그 덕분에 지식인은 존경과 명성을 누릴 수 있었던 것이다.
마법의 힘으로 사람들을 원조하는 것, 그것이 로젠크로이츠의 신념이었다. 그러나 지식을 전하는 것만으로도 박해받는 상황 아래에서는 제대로 활동할 수 없었다. 다른 사람의 도움과 권력자들의 박해를 피하기 위한 장소가 필요했다.
그는 일찍이 자신이 자랐던 수도원을 찾아가, 뜻을 같이하는 동료들을 얻는 데 성공했다. 그리고 그들에게 자신의 지식을 전수하고 사람들을 이끌며 도울 조직을 결성했다. 이것이 장미십자회의 시조다.
장미십자회는 ‘성령의 집’으로 불리는 숨겨진 집을 거점으로 각지에서 활동하면서, 특히 중병을 앓은 사람들 앞에 나타나 치료해주었다.
나중에 네 명의 동료가 더 모임으로써 총 여덟 명의 장미십자회원이 활동하게 되었다.

## 장미십자회의 규약
장미십자회원은 결속을 굳히고 일관된 이념을 지키고자 다음과 같은 규약을 만들었다. 그리고 규약 선언 이후 로젠크로이츠 옆에 있는 두 명을 제외한 나머지 회원은 각지에 흩어져 활동했다.
1. 우리 가운데 누구라도 무료 치료 외의 일에 종사해선 안 된다.
2. 일정하게 정해진 의복을 착용해야 하는 것은 아니므로 체류하는 나라의 풍습에 따라 입는다.
3. 모두가 매년 C의 날[2]에는 성령의 집에 모여야 한다. 참석하지 못할 경우에는 그 이유를 명기해야 한다.
4. 각 동지는 죽음을 맞이할 때 뒤를 이을 수 있는 적당한 인물을 찾아야 한다.
5. C와 R이라는 말은 우리의 도장이며 휘장이며 기호다.
6. 장미십자회는 백년간 비밀에 지켜질 것이다.[3]

## 평판
대다수 사람들은 성명서들을 글자 그대로 믿지 않았으며, 오히려 속임수 내지는 우화적인 주장일 뿐이라고 생각하였다. 일부 사람들은 로젠크로이츠의 정체를 유명한 역사적 인물 프랜시스 베이컨이 사용한 가명이라고 믿고 있다.
분명한 것은 최초의 장미십자회 선언서는 연금술사이자 Amphitheatrum Sapientiae Aeternae (1609)의 작가로 소문난 함부르크의 하인리히 쿤라드와 Monas Hieroglyphica의 작가 존 디에게 영향을 끼쳤다는 것이다.

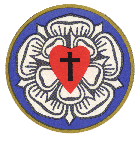
마르틴 루터의 문장.

어떤 사람들은 작가들이 종교개혁가들(개신교 신자들)이었으며, 전체적으로 자신들의 사상과 믿음을 선전하기 위한 하나의 수단으로 화학(연금술)과 과학 기술을 이용한 것이라고 말한다. 실제로 장미십자회원 작가들은 대체로 종교 개혁을 지지하였고 로마 가톨릭교회와 이슬람교를 배척하였다. 또한, 마르틴 루터의 상징물은 활짝 핀 장미 안에 있는 십자가였다.
요한네스 발렌티누스 안드레(1586-1654)는 비록 나중에 자서전에서 장난이었다고 설명했지만, 자신의 저작 가운데 하나인 Chymische Hochzeit (크리스티안 로젠크로이츠의 화학적 결혼)를 익명으로 출판하였다. 그러나 그의 후대 저작에서 연금술은 조롱의 대상이 되었으며, 음악, 미술, 연극, 점성술과 함께 열등한 학문으로 취급받아 더 진지한 과학에게 자리를 내주었다. 장미십자회 전설의 기원에서의 그의 역할은 논쟁의 대상이다.

## 같이 보기
- 비밀결사